# بطولة العالم للشباب لكرة القدم 1993
بطولة العالم للشباب لكرة القدم 1993، النسخة العاشرة من مسابقة كرة القدم، وعقدت في أستراليا من 5 إلى 20 مارس 1993. جرت المسابقة في خمس مدن.
كان من المُقرّر أن تُقام البطولة في يوغوسلافيا، ولكن تم نقلها إلى أستراليا بسبب الحروب اليوغوسلافية.

## روابط خارجية
- FIFA World Youth Championship Australia 1993, FIFA.com
- RSSSF > FIFA World Youth Championship > 1993
- FIFA Technical Report (Part 1), (Part 2), (Part 3) and (Part 4)